# Perfect (singel Depeche Mode)
Perfect – trzeci singel zespołu Depeche Mode promujący album "Sounds of the Universe" a zarazem czterdziesty drugi w karierze grupy. Wydany został 12 lipca 2009 jako promocyjny wyłącznie w USA.

## Twórcy utworu

### Depeche Mode
- David Gahan - wokale główne
- Martin Gore - gitara, wokale
- Andrew Fletcher - syntezator, gitara basowa

### Pozostali
- Luke Smith - syntezator, automat perkusyjny